# TimeXplorers
TimeXplorers es un conjunto de novelas, libros juego, juegos de rol, wargames y cómics obra del escritor J. Vedovelli.
La premisa en la que se basan estas obras es una distopía en la que las democracias, ancladas en la corrección política, se han quedado a medio camino y sin llegar a culminar su espíritu originario: la defensa de las minorías. De este modo han acabado por convertirse en una tapadera para hacer más ricos a los ricos y más poderosos a los que detentan el poder.
Con el Summo Iure, un gris profesor de Historia (Alexander T. Brice), da un pretexto a las familias más influyentes del planeta para llevar a cabo un Golpe de Estado Mundial y acabar con la farsa establecida.
El resultado de esta "Revolución por Arriba" son las Regiones Productoras, grandes extensiones de terreno dedicadas a la cría y explotación de humanos sometidos a la ignorancia medieval gracias a una religión "a medida" (la Fe) y a la amenaza de la fuerza militar.
A este panorama se contrapone la lucha de un puñado de hombres y mujeres que pretenden liberarse, liberando al resto de la Humanidad de las cadenas que la esclavizan. Este grupo de rebeldes, que aglutina a los descendientes de científicos y librepensadores de finales del siglo XX y principios del XXI, se hace llamar Movimiento Cognócrata, su brazo armado: TimeXplorers.

## Juegos de Guerra por turnos
TimeXplorers incluye dos Wargames por turnos: "Ancient Warfare" y "Modern Warfare" en los que el jugador puede enfrentar a Dinásticos con TimeXplrorers y Thelox (Modern) o realizar batallas épicas entre Plebs y Legionarios Provinciales.
La base de estos wargames es la sencillez de sus reglas y la posibilidad de jugar con ellos desde el momento en que se descargan. Las figuras que se usan están impresas en láminas de papel recortables y a todo color con lo que se pueden llegar a hacer ejércitos casi infinitos.
Otra de las novedades de estos wargames es la ampliación de los mismos con MODs (al estilo de los videojuegos) con diferentes formas de juego que van desde el Solitario, hasta Capturar la Bandera, Head Hunter, DeathMatch, El Álamo, etc.

## El Juego de Rol y Facciones
En TimeXplorers los participantes, lectores o jugadores podrán encarnar desde Gladiadores, Ladrones o Mercaderes, hasta Arúspices, Tribunos o Prostitutas en una recreación artificial a caballo entre la Roma Imperial y la Edad Media en las Regiones Productoras Pleb; o formar parte del Movimiento Cognócrata en perpetua lucha contra los Discípulos Dinásticos, provistos aquellos de futurista equipo de tecnología biológica y éstos de potentes armas láser y vehículos pesados; o bien, ponerse en la piel de un Deforme, criaturas primitivas pero de una fuerza y agilidad sobrehumanas, resultado de experimentos genéticos fallidos realizados por La Dinastía en su afán de controlar a la Humanidad.
Espadas, Lanzas, Armaduras Metálicas, Aerodeslizadores, Lanzaderas Estelares, CnidoBlásters, Tecnología LiveWare, Artes Marciales, Colonias Espaciales… Todo esto y mucho más, está a tu disposición en el Universo TimeXplorers.
Los personajes de TimeXplorers podrán pertenecer a una de estas cuatro facciones principales:
TimeXplorers: Nobles, leales, idealistas, eternos defensores de la Humanidad, su meta es lograr liberarla de La Dinastía y acabar con el dominio mundial de esta última… y de paso liberarse ellos mismos de las “molestas” persecuciones dinásticas.
Discípulos: Ambiciosos, soberbios y un punto sádicos, los Discípulos son cazadores implacables de TimeXplorers, su ambición les lleva a luchas internas fratricidas por lograr atraer la atención del Consejo y llegar algún día al Pretoriado para gobernar una Región Productora, única manera de acceder con el tiempo al mayor honor que un discípulo pueda tener: formar parte del Consejo de Los Quince. Implantes Neurales, Dispositivos ElectroAmplificadores, Órganos y Extremidades BioMecánicas… sus cuerpos son el resultado de múltiples intervenciones encaminadas a transformarlos en auténticas Máquinas de Matar… Y en Sabotaje tú serás una de ellas.
Plebs: Forman la mayor parte de la Humanidad. Aunque ignorantes de su condición real, viven esclavizados por La Dinastía que los mantiene como principales productores de carne, mano de obra y recursos para su Imperio. Sus vidas se desarrollan con una normalidad relativa en un tiempo suspendido entre la Roma Clásica y la Edad Media.
Comercian, roban, matan, aman, sueñan y, sobre todo, creen en una religión impuesta, La Fe, única esperanza en sus vidas y el motor principal de su obediencia inconsciente a La Dinastía. Como la mayor parte de la gente a lo largo de la historia, viven sólo preocupados de sus pequeñeces y mezquindades, a espaldas de la terrible realidad que les rodea.
Deformes: Especímenes genéticamente defectuosos originados en los inicios de la dominación dinástica en un intento de conseguir soldados y obreros a medida, los Deformes han logrado sobrevivir, reproducirse y medrar a todo lo largo del planeta. Han tenido tiempo de formar auténticas nuevas especies con variedades realmente inconcebibles. Los que aún conservan algo de la inteligencia original odian visceralmente a toda la raza humana en medio de unos borrosos recuerdos de angustia y sufrimiento profundos.
Thelox: Única raza de Deformes que, gracias a conservar casi intacto el intelecto humano, han logrado sobrevivir en auténticas ciudades subterráneas comunicadas por una red mundial de galerías. Parasitan a La Dinastía, tanto es así que todas sus posesiones (ropas, armas, alimentos…) provienen de los desperdicios dinásticos.
El conjunto de obras que forman TimeXplorers se engloban en el Proyecto homónimo, abierto (según su autor) a la participación de otros escritores.